# Feke
Feke è una città della Turchia, centro dell'omonimo distretto della provincia di Adana. Si trova a 122 km dalla città di Adana, a 620 metri sul livello del mare.

## Storia
L'area fu occupata dagli Hittiti nel XVI secolo a.C., dai Persiani nel VI secolo a.C., conquistata da Alessandro Magno nel 333 a.C., ed in seguito passò nelle mani di Romani e Bizantini.
Feke è vicina ad un passo attraverso i monti Anti-tauro, a nord di Adana, dove nel periodo bizantino fu costruito un castello che si chiamava Vahga o Vahka, nome che si è trasformato nell'attuale Feke.
Quando gli eserciti dell'Islam conquistarono l'Armenia, dopo il 1071 la popolazione Armena fuggì sui monti e catturò il castello dai Bizantini.
Esso divenne un'importante piazzaforte della famiglia dei Rupenidi che più tardi divennero i sovrani del Regno armeno di Cilicia.
Più tardi passò nelle mani dei Mamelucchi e poi degli Ottomani.
Sotto la turcocrazia, il villaggio continuava ad essere abitato da greci cristiano-ortodossi e si denominava Farassa. Questo e altri piccoli villaggi circostanti avevano una forte presenza greco-ortodossa. Nel 1924, a seguito dello scambio di popolazioni secondo gli accordi dei rispettivi governi, i greci in turchia emigrarono in Grecia e i turchi in Grecia emigrarono in Turchia. Fu così che l'antico villaggio di Farassa prese il nome ufficiale di Feke ed ebbe presenza turco mussulmana.